# Drapetes guineensis
Drapetes guineensis là một loài bọ cánh cứng trong họ Elateridae. Loài này được Cobos miêu tả khoa học năm 1961.